# Municipio Iribarren
Iribarren es un municipio ubicado en el este del Estado Lara, Venezuela. Con una superficie de 2760 km², es el tercer municipio más grande del estado, después de Torres y Urdaneta. Limita al norte con Urdaneta; al sur con Blanco y el Estado Portuguesa; al este con Crespo, Palavecino y Planas; y al oeste con Jiménez y Torres. Está compuesto por diez parroquias y cuatro ciudades: Bobare, Buena Vista, Río Claro, y la capital municipal y estadal, Barquisimeto.
Con 1 249 692 habitantes, es el municipio más poblado del estado y el tercero del país. Con 1 530 316 habitantes, su capital es la ciudad más poblada del estado y la cuarta del país, después de Caracas, Maracaibo y Valencia. Con una densidad poblacional de 443.9, es el segundo municipio más hacinado del estado, después de Palavecino.

## Historia
El municipio fue nombrado en honor a Juan Guillermo Iribarren, quien nació en Araure, Estado Portuguesa, un 25 de marzo en 1797, luchó por la independencia del país, bajo las órdenes de Rafael Urdaneta, José Antonio Páez y Simón Bolívar que lo admiraron por su arrojo y valentía. En 1827 fue elevado a General de Brigada pero su vida como brillante militar se detiene muriendo el 27 de abril de ese mismo año.
El primer Alcalde electo por votación popular del Municipio Iribarren fue Raúl Antonio Colmenares siendo electo el 3 de diciembre del año 1989.

## Geografía

### Organización parroquial

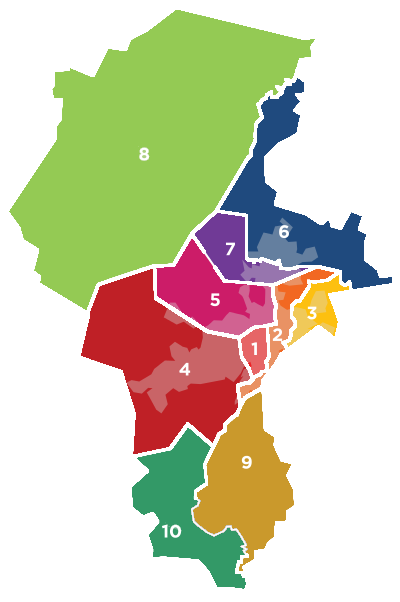
Parroquias del municipio Iribarren.

El municipio se encuentra dividido en 10 parroquias y tiene una extensión de 2.760 km².
| N.º                 | Parroquia                                  | Población      |
| ------------------- | ------------------------------------------ | -------------- |
| 1                   | La Concepción                              | 189.240 hab.   |
| 2                   | Catedral                                   | 184.082 hab.   |
| 3                   | Santa Rosa                                 | 112.245 hab.   |
| 4                   | Guerrera Ana Soto (antes Juan de Villegas) | 402.458 hab.   |
| 5                   | Unión                                      | 184.863 hab.   |
| 6                   | Tamaca                                     | 83.082 hab.    |
| 7                   | El Cuji                                    | 50.092 hab.    |
| 8                   | Aguedo F. Alvarado                         | 24.330 hab.    |
| 9                   | Juares                                     | 19.830 hab.    |
| 10                  | Buena Vista                                | 9.470 hab.     |
| Municipio Iribarren | Municipio Iribarren                        | 1.259.692 hab. |

## Demografía

### Distribución
Alberga una población de 2 401 160 de habitantes (el 58.57 % de la población estadal). 
Alcanza una densidad demográfica de 869.98 hab./km².

### Crecimiento poblacional
La población de Lara creció a una tasa promedio anual de 2,4%, lo cual correspondió a un incremento de 363 254 personas en el período intercensal 1990-2001. La tasa muestra un ligero descenso en comparación con la registrada en el período 1981-1990, que fue 2,6%, hecho enmarcado en el proceso de transición demográfica que experimenta el país. El 36.21% de los habitantes del municipio son menores de 15 años.

## Cultura

### Música
Como muchos lugares de Venezuela, la música de Barquisimeto nace del cuatro, del arpa y el tambor.
Cabe destacar que Barquisimeto no es sólo la ciudad Crepuscular, también se ha ganado el título de ser la ciudad musical del Estado Lara y de Venezuela, porque de aquí han nacido importantes personajes folklóricos que han sabido llevar la identidad de Barquisimeto y de Venezuela al mundo entero. Una muestra de este cariño son los grupos musicales «Lara, Sabor y Tambor», «Santoral» y »Carota, Ñema y Tajá», quienes actualmente se encuentran activos y dedicando canciones a su ciudad natal.

## Turismo

### Lugares de interés

#### Monumento al Sol Naciente
Uno de los símbolos más bellos de Barquisimeto, este majestuoso monumento se encuentra al final de la Av. Los Leones con Av. Libertador, frente al C.C.C. Las Trinitarias, Noreste de la ciudad, una de las entradas a la ciudad.
Esta policromía cinética fue creada por el artista plástico venezolano Carlos Cruz Diez, quien ofrendó dicho monumento a la ciudad en 1989. Este gigantesco sol se hizo con la finalidad de dar un homenaje a los crepúsculos barquisimetanos, posee 80 metros de diámetro y está compuesta por 32 paneles dispuestos en forma transversal. Se conserva hasta nuestros días y sigue deslumbrando con la misma intensidad de siempre. En la noche los jóvenes se reúnen en este lugar, para poder divertirse y charlar un poco.

#### El Obelisco
El Obelisco de Barquisimeto es un destacado monumento ubicado en la ciudad de Barquisimeto, siendo uno de los mayores iconos representativos del estado Lara, Venezuela. Se ubica al oeste de la ciudad y su construcción data del año 1952, cuando fue construido, con motivo de los 400 años de la fundación de la ciudad. La estructura consta de una gran torre de base rectangular de 75 metros de altura, la cual está compuesta principalmente de concreto y acero, contando con un ascensor interno y un reloj en el extremo superior.
Sin embargo pese a ser llamado de esta manera, el Obelisco de Barquisimeto no tiene la estructura propia de un obelisco.

## Símbolos

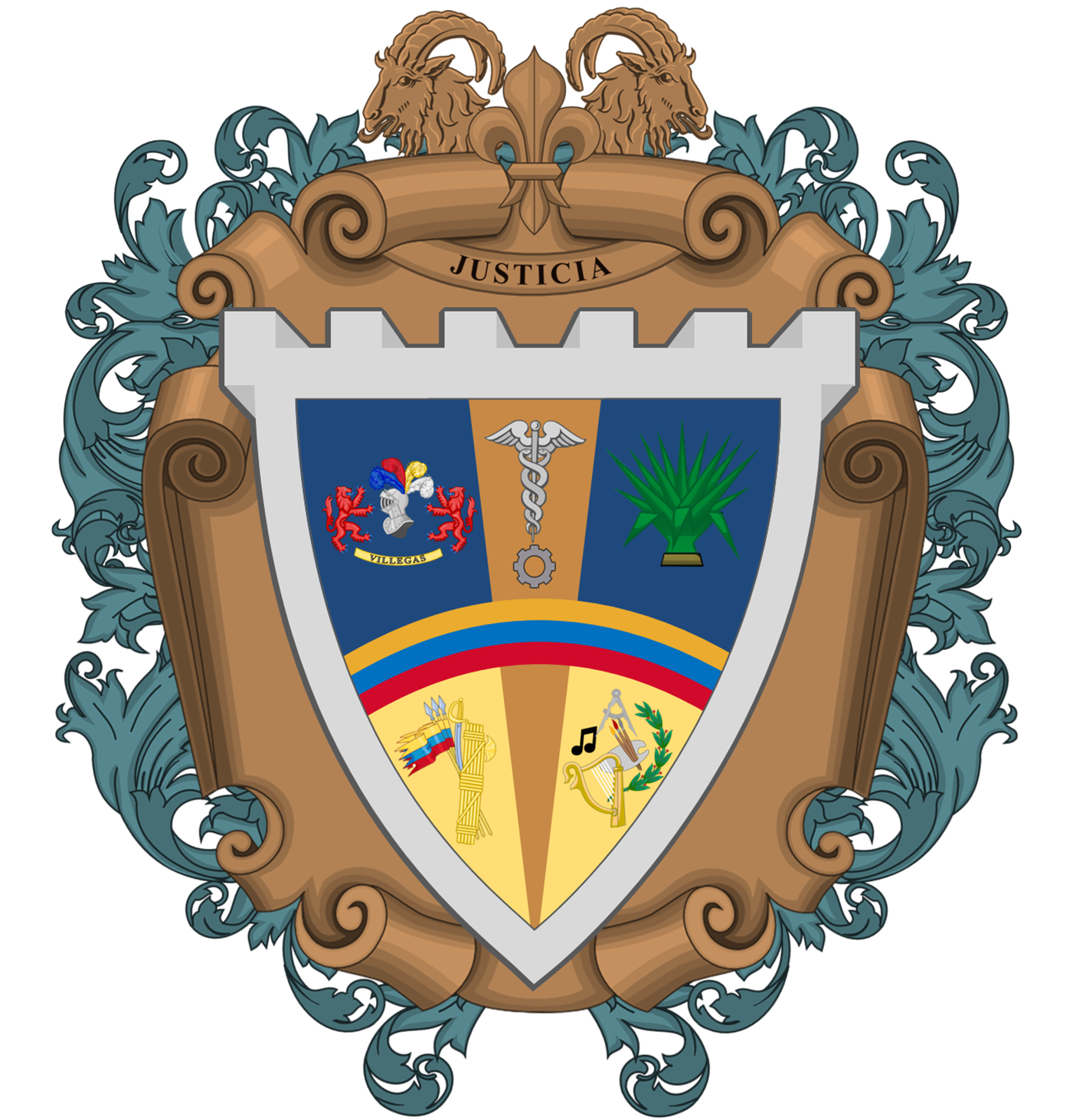
Escudo.

### Escudo
El Escudo de Armas de Barquisimeto fue instituido con motivo de celebrase el cuatricentenario de la fundación de la ciudad. Se escogió a través de un concurso abierto por el Concejo Municipal, mismo en el que resultó como ganador el prototipo presentado por el artista plástico José Requena. Ostenta en cuartel superior derecho un campo azul y sobre este, la efigie del fundador de la ciudad Juan de Villegas, sostenida por dos leones rampantes.
El haz dorado de la parte media simboliza al comercio y la rueda dentada dentro de este simboliza a la industria, elementos cardinales del desarrollo urbano. En el cuartel superior izquierdo, también azul, hay un árbol de sisal, el cual abunda en la meseta barquisimetana. En la parte media horizontal del escudo, un arco con el tricolor nacional da paso a los rayos solares que bañan los cuarteles inferiores donde se encuentran a su vez las armas de la ciudad representado por pabellones, alabardas, una brillante espada y una funda repleta de flechas, en contra posición se simbolizan las artes y la riqueza espiritual de los barquisimetanos por medio de una lira, una paleta, un pentagrama, un compás y una corona de laurel. Todo el perímetro del escudo está envuelto por un arabesco barroco y en la parte superior a manera de corona, una fortaleza en la que se sostiene una cinta con la palabra «justicia» y sobre ella dos cabezas de macho cabrío saliendo de un anillo.

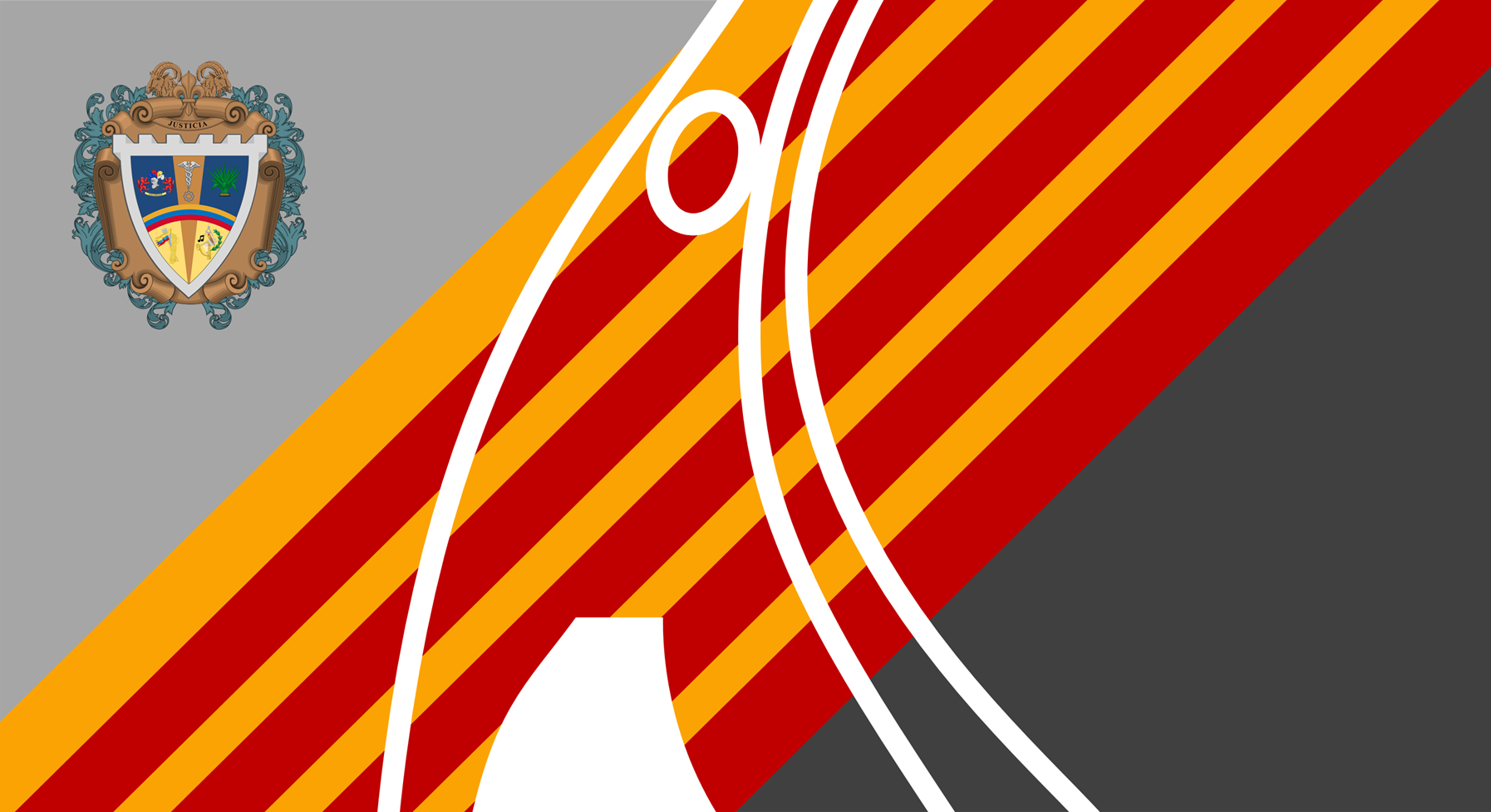
Bandera.

### Bandera
Rica en alegorías, la bandera del municipio Iribarren, ondeó por primera vez el 14 de septiembre de 1990. El gris representado en esta bandera representan las aguas cenizas del Río Turbio.
Los colores amarillo y rojo desplegados en líneas diagonales, simulan al Monumento al Sol Naciente y al tiempo hacen alusión a los crepúsculos; sobre ellos la imagen de El Obelisco, símbolo que desde hace 50 años se erige como emblema de los barquisimetanos, todos juntos evocan las más puras representaciones de la idiosincrasia barquisimetana.

## Política y gobierno

### Alcaldes
| Período     | Alcalde                | Partido político / Alianza | % de votos | Notas |
| ----------- | ---------------------- | -------------------------- | ---------- | --- |
| 1989 - 1992 | Raúl Colmenarez        | AD                         | 40,92      | Primer alcalde bajo elecciones directas |
| 1992 - 1995 | Nelson Piña            | Copei                      | 35,06      | Segundo alcalde bajo elecciones directas |
| 1995 - 2000 | Macario González Arias | MAS                        | -          | Tercer alcalde bajo elecciones directas (Se realizaron elecciones generales adelantadas en el 2000 debido a la aprobación de la Constitución de 1999) |
| 2000 - 2004 | Henri Falcón           | MVR                        | 51,61      | Cuarto alcalde bajo elecciones directas |
| 2004 - 2008 | Henri Falcón           | MVR                        | 86,32      | Reelecto |
| 2008 - 2013 | Amalia Sáez            | PSUV                       | 55,36      | Quinta alcalde bajo elecciones directas (Se postergan 1 año las elecciones municipales pautadas para finales del 2012)                                |
| 2013 - 2017 | Alfredo Ramos          | LCR/MUD                    | 52,41      | Sexto alcalde bajo elecciones directas (Destituido de su cargo por el Concejo Municipal)                                                              |
| 2017        | Teresa Linarez         | PSUV                       | -          | Alcaldesa encargada (Designada desde el 29 de julio del 2017 hasta convocarse las elecciones municipales pautadas para finales del 2017)              |
| 2017 - 2021 | Luis Jonás Reyes       | PSUV                       | 72,24      | Séptimo alcalde bajo elecciones directas |
| 2021 - 2025 | Luis Jonás Reyes       | PSUV                       | 49,62      | reelecto |
| 2025-2029   | Yanys Aguero           | PSUV                       | 73%        | Octavo alcalde bajo elecciones directas. |

### Concejo municipal
Período 2021 - 2025
| Concejales        | Partido político / Alianza |
| ----------------- | -------------------------- |
| Juana Colmenarez  | PSUV                       |
| Juan Camacaro     | PSUV                       |
| José Ortega       | PSUV                       |
| Maritza Rodríguez | PSUV                       |
| Yanira Villanueva | PSUV                       |
| Yelitza Díaz      | PPT                        |
| Junior Freitez    | PSUV                       |
| José Ramos        | PSUV                       |
| Hernan Marín      | AP                         |
| Lesbia Terán      | AP                         |
| Rafael Salero     | EL CAMBIO                  |
| Rigoberto Silva   | AP                         |
| Carmen Mendoza    | AP                         |